# Imagine (Spiel)
Imagine ist ein Rate- und Deduktionsspiel der japanischen Spieleautoren Shingo Fujita, Shotaro Nakashima und Hiromi Oikawa, das zuerst 2015 bei dem japanischen Spieleverlag Bodogeimu (ボドゲイム) und in den Folgejahren international bei verschiedenen Verlagen erschienen ist. In Deutschland erschien 2016 eine Version bei HUCH! für den deutschsprachigen Raum. 2017 wurde Imagine in die Empfehlungsliste Mensa Select des Verbandes Mensa International aufgenommen, im gleichen Jahr wurde es sowohl für den französischen Spielepreis As d’Or – Jeu de l’Année wie auch für den dänischen Spielepreis Årets Spil nominiert.

## Hintergrund und Spielmaterial
Bei dem Spiel Imagine geht es darum, mit einem Set transparenter Karten Suchbegriffe darzustellen, die die Mitspieler erraten müssen. Das Spielmaterial besteht aus 65 Karten mit jeweils 16 Begriffen unterschiedlicher Kategorien sowie 60 transparenten Karten, auf denen verschiedene Bilder und Symbole dargestellt sind.

## Spielablauf
Zum Beginn jeder Spielrunde wird ein Spieler ausgesucht, der einen Begriff darstellen muss; die restlichen Mitspieler stellen das Rateteam dar, das den Begriff erraten muss. Der Spieler, der den jeweiligen Begriff korrekt errät, bekommt einen Punkt und der Spieler, der am Ende des Spiels die meisten Punkte besitzt, gewinnt das Spiel.
Zur Spielvorbereitung werden alle transparenten Karten als Kreis auf dem Spieltisch ausgebreitet, sodass in der Mitte eine Fläche als Spielfläche frei bleibt. Die Begriffskarten werden gemischt und als Stapel neben dem Kreis platziert. Der Darsteller nimmt eine Begriffskarte und sein linker Nachbar nennt eine Zahl von 1 bis 8, um den zu ratenden Begriff festzulegen. Der Darsteller liest die Kategorie laut vor und beginnt anschließend damit, diesen mit beliebig vielen der transparenten Karten darzustellen. Dabei darf er die Karten beliebig kombinieren, Teile mit den Fingern verdecken und auch Aktionen mit den Karten durchführen, er darf jedoch nicht sprechen oder Geräusche machen, die zu dem Begriff passen. Zudem darf er keine Zahlen oder Buchstaben anzeigen oder zusätzliche Hinweise mit den Fingern geben.
Jeder Spieler wählt nun zum Beginn jeder Runde zwei Karten von seiner Hand aus, die sich seiner Meinung nach besonders ähnlich sehen und zueinander passen. Eine der beiden Karten legen die Spieler verdeckt in die Tischmitte, die andere verdeckt vor sich ab. Danach werden bei bis zu vier Spielern drei Karten und bei mehr als vier Spielern eine Karte vom Nachziehstapel verdeckt auf die Karten der Tischmitte gelegt und der Startspieler mischt alle Karten gut durch. Diese werden dann offen ausgelegt und alle Spieler decken ihre Karte offen vor sich auf.
Die Runde läuft so lang, bis ein Spieler den Begriff erraten hat; ein vorgegebenes Zeitlimit gibt es nicht. Dieser Spieler und der Darsteller bekommen dann je einen Punktchip. Haben mehrere Spieler den Begriff gleichzeitig erraten, bekommen sie jeweils einen Punktchip. Danach werden die transparenten Karten wieder als Kreis ausgelegt und der nächste Spieler ist als Darsteller an der Reihe. Sobald jeder Spieler zwei Mal je einen Begriff dargestellt hat, endet das Spiel. Gewinner ist der Spieler mit den meisten Punkten.
Für fortgeschrittene Spieler können die Begriffskarten auch weg gelassen werden und der Darsteller denkt sich selbst einen Begriff aus, den er darstellen muss. Dabei muss er allerdings immer eine Kategorie angeben, in die der Begriff eingeordnet werden kann.

## Ausgaben und Rezeption
Das Kartenspiel Imagine wurde von den japanischen Spieleautoren japanischen Spieleautoren Shingo Fujita, Shotaro Nakashima und Hiromi Oikawa entwickelt und erschien zuerst 2015 bei dem japanischen Spieleverlag Bodogeimu (ボドゲイム). 2016 wurde es von mehreren Spieleverlagen aufgegriffen und international publiziert, darunter in einer deutschsprachigen Version bei HUCH!, einer englischen Version bei Gamewright und einer französischen Version bei Cocktail Games.
Im Jahr 2017 wurde Imagine in die Empfehlungsliste Mensa Select des Verbandes Mensa International aufgenommen. Zudem wurde es im gleichen Jahr sowohl für den französischen Spielepreis As d’Or – Jeu de l’Année wie auch für den dänischen Spielepreis Årets Spil nominiert.

## Belege
1. 1 2 3 4 5 6 7  Offizielle Spielregeln für Imagine, HUCH! 2016.
2. ↑  Versionen von Imagine in der Datenbank BoardGameGeek; abgerufen am 23. Oktober 2019.